# 梨形狡蛛
梨形狡蛛（学名：Dolomedes chinesus）为盗蛛科狡蛛属的动物。在中国大陆，分布于江苏、湖北、湖南、贵州、广东等地，多栖息于江南稻田。该物种的模式产地在江苏。

## 亚种
- 类梨形狡蛛（学名：Dolomedes chinesus duoformus），Cheamberlin于1924年命名。在中国大陆，分布于四川等地。该物种的模式产地在四川。[2]